# Gymnostachyum febrifugum
Gymnostachyum febrifugum är en akantusväxtart som beskrevs av George Bentham. Gymnostachyum febrifugum ingår i släktet Gymnostachyum och familjen akantusväxter. Utöver nominatformen finns också underarten G. f. bracteatum.

## Bildgalleri

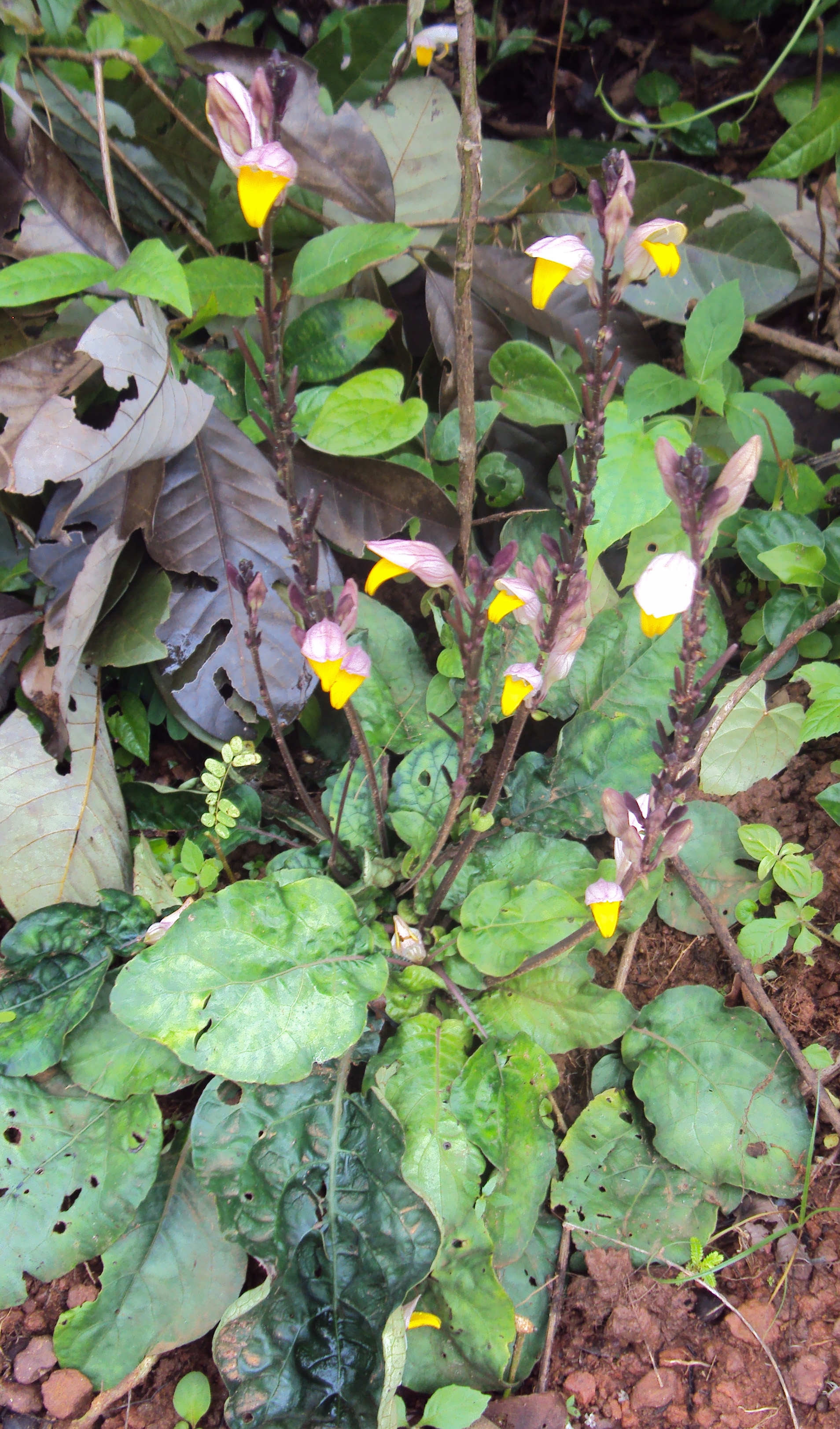